# Daniel Mays

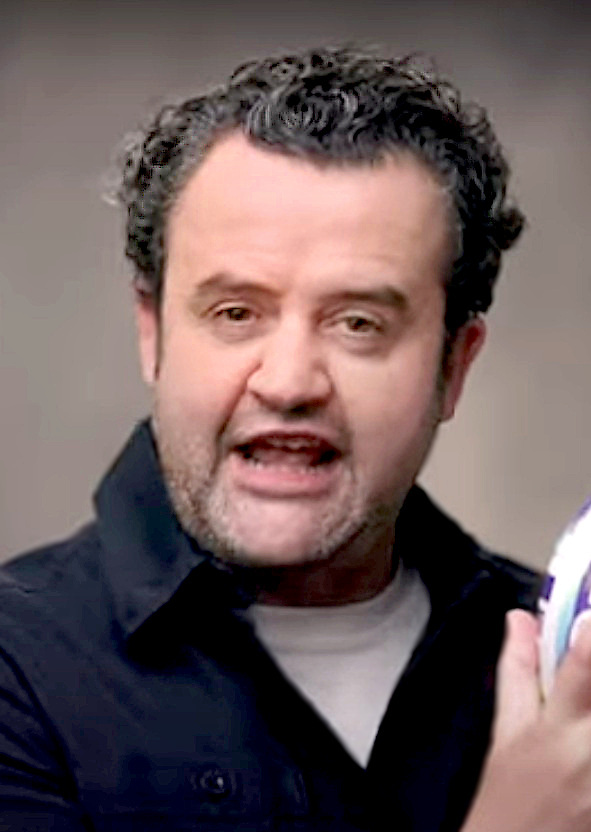
Daniel Mays 2025

Daniel Alan Mays (Epping, 31 marzo 1978) è un attore britannico.

## Biografia
Nato e cresciuto ad Epping, nella contea di Essex, da padre elettricista e madre cassiera in una banca, Mays ha tre fratelli maschi. Si iscrive ancora ragazzo all'Italia Conti Academy of Theatre Arts e in seguito si aggiudica un posto di studio nella Royal Academy of Dramatic Art.
Dopo essersi laureato alla RADA nel 2000, recita in ruoli minori, tra cui uno nella soap opera inglese EastEnders, sino ad ottenere una parte di maggior spessore nel film Il segreto di Vera Drake, per la regia di Mike Leigh. Nella settimana del 9 gennaio 2009 prende parte alle riprese del video Eh, Eh (Nothing Else I Can Say) di Lady Gaga. Nel corso della sua carriera ha preso parte ad alcune serie televisive come Hustle - I signori della truffa, Doctor Who, Keen Eddie, Metropolitan Police e The Street
Nel 2010 prende parte alla serie poliziesca Ashes to Ashes, nel ruolo dell'agente Jim Keats, sempre nello stesso anno, dopo la cancellazione della serie, diventa uno dei protagonisti del film di Nigel Cole, We Want Sex,  al fianco dell'attrice Sally Hawkins. Nel 2011 partecipa alla serie televisiva Outcasts, interpretando il personaggio di Cass Cromwell. Nel 2024 ottiene una candidatura al Laurence Olivier Award al miglior attore in un musical per Guys and Dolls in scena a Londra.

## Filmografia

### Cinema
- Pearl Harbor, regia di Michael Bay (2001)
- Tutto o niente (All or Nothing), regia di Mike Leigh (2002)
- Il segreto di Vera Drake (Vera Drake), regia di Mike Leigh (2004)
- La vita segreta delle parole (La vida secreta de las palabras), regia di Isabel Coixet (2005)
- Non dire sì - L'amore sta per sorprenderti (The Best Man), regia di  Stefan Schwartz (2005)
- Middletown, regia di Brian Kirk (2006)
- Un'ottima annata - A Good Year (A Good Year), regia di Ridley Scott (2006)
- Espiazione (Atonement), regia di Joe Wright (2007)
- La rapina perfetta (The Bank Job), regia di Roger Donaldson (2008)
- Shifty, regia di Eran Creevy (2008)
- Mr. Nobody, regia di Jaco Van Dormael (2009)
- The Firm, regia di Nick Love (2009)
- Tata Matilda e il grande botto (Nanny McPhee and the Big Bang), regia di Susanna White (2010)
- We Want Sex (Made in Dagenham), regia di Nigel Cole (2010)
- Byzantium, regia di Neil Jordan (2012)
- Welcome to the Punch - Nemici di sangue (Welcome to the Punch), regia di Eran Creevy (2013)
- Victor - La storia segreta del dott. Frankenstein (Victor Frankenstein), regia di Paul McGuigan (2015)
- L'esercito di papà (Dad's Army), regia di Oliver Parker (2016)
- The Infiltrator, regia di Brad Furman (2016)
- Rogue One: A Star Wars Story (cameo), regia di Gareth Edwards (2016)
- The Limehouse Golem - Mistero sul Tamigi (The Limehouse Golem), regia di Juan Carlos Medina (2016)
- Fisherman's Friends, regia di Chris Foggin (2019)
- 1917, regia di Sam Mendes (2019)
- The Rhythm Section, regia di Reed Morano (2020)
- Il tuo Natale o il mio? (Your Christmas or Mine?), regia di Jim O'Hanlon (2022)
- Il tuo Natale o il mio 2 (Your Christmas or Mine 2), regia di Jim O'Hanlon (2023)
- Il club dei delitti del giovedì (The Thursday Murder Club), regia di Chris Columbus (2025)

### Televisione
- Fist of Fun – serie TV, episodi 2x05-2x06 (1996)
- EastEnders – serial TV, 4 puntate (2000)
- Metropolitan Police (The Bill) – serie TV, episodio 17x46 (2001)
- Dead Casual – film TV (2002)
- Manchild – serie TV, episodio 1x01 (2002)
- NCS: Manhunt – serie TV, episodi 1x01-1x06 (2002)
- Tipping the Velvet, regia di Geoffrey Sax – miniserie TV (2002)
- Rehab – film TV (2003)
- Top Buzzer – serie TV, 10 episodi (2004)
- Keen Eddie – serie TV, episodio 1x08 (2004)
- Beneath the Skin, regia di Sarah Harding – film TV (2005)
- Funland – serie TV, 11 episodi (2005)
- Class of'76 – film TV (2005)
- Consent – film TV (2007)
- Saddam's Tribe – film TV (2007)
- Half Broken Things – film TV (2007)
- White Girl, regia di Hettie Macdonald – film TV (2008)
- Consuming Passion – film TV (2008)
- Red Riding: In the Year of Our Lord 1983 – film TV (2009)
- Red Riding: In the Year of Our Lord 1974 – film TV (2009)
- Pluse One – serie TV, 5 episodi (2009)
- The Street – serie TV, episodio 3x02 (2009)
- Hustle - I signori della truffa (Hustle) – serie TV, episodio 6x05 (2010)
- Ashes to Ashes – serie TV, 8 episodi (2010)
- Outcasts – serie TV, 8 episodi (2011)
- Doctor Who – serie TV, episodio 6x09 (2011)
- Public Enemies, regia di Dearbhla Walsh – miniserie TV (2012)
- L'isola del tesoro (Treasure Island), regia di Steve Barron – miniserie TV (2012)
- Mrs Biggs, regia di Paul Whittington – miniserie TV (2012)
- Playhouse Presents – serie TV (2014)
- The Great Fire, regia di Jon Jones – miniserie TV (2014)
- Against the Law – film TV (2017)
- My Dinner with Hervé, regia di Sacha Gervasi – film TV (2018)
- Good Omens – serie TV, 6 episodi (2019)
- Temple – serie TV, 14 episodi (2019-2021)
- White Lines – serie TV, 10 episodi (2020)
- I delitti della gazza ladra (Magpie Murders), regia di Peter Cattaneo – miniserie TV (2022)
- The Long Shadow, regia di Lewis Arnold – miniserie TV, 3 puntate (2023)
- Franklin, regia di Tim Van Patten – miniserie TV (2024)
- I delitti della bella di notte (Moonflower Murders), regia di Rebecca Getward – miniserie TV (2024)
- A Thousand Blows – serie TV, 6 episodi (2025)

### Doppiaggio
- Le avventure di Tintin - Il segreto dell'Unicorno – voce (2011)
- Galline in fuga: L'alba dei nugget – voce (2023)

## Teatro (parziale)
- Mojo di Jez Butterworth. Harold Pinter Theatre di Londra (2015)
- Il guardiano di Harold Pinter. Old Vic di Londra (2016)
- Guys and Dolls di Frank Loesser, Jo Swerling e Abe Burrows. Bridge Theatre di Londra (2023)

## Doppiatori italiani
Nelle versioni in italiano delle opere in cui ha recitato, Daniel Mays è stato doppiato da:
- Luigi Ferraro in Doctor Who, La rapina perfetta, Rogue One: A Star Wars Story, Good Omens
- Nanni Baldini in Il segreto di Vera Drake, We Want Sex
- Roberto Gammino in Temple, White Lines
- Paolo De Santis ne I delitti della gazza ladra, I delitti della bella di notte
- Massimo De Ambrosis ne Il tuo Natale o il mio?, Il tuo Natale o il mio 2
- Gianfranco Miranda ne L'isola del tesoro
- Francesco Pezzulli in Ashes to Ashes
- Alberto Bognanni in Byzantium
- Marco Vivio in Victor - La storia segreta del dott. Frankenstein
- Alessandro Budroni in 1917
- Francesco Venditti in A Thousand Blows

Da doppiatore è stato sostituito da:
- Alessandro Ballico in Le avventure di Tintin - Il segreto dell'Unicorno